# Naakajärvi, Norrbotten
Naakajärvi är en sjö i Pajala kommun i Norrbotten och ingår i Torneälvens huvudavrinningsområde. Sjön har en area på 1,1 kvadratkilometer och ligger 330 meter över havet. Naakajärvi ligger i Torne och Kalix älvsystem Natura 2000-område. Sjön avvattnas av vattendraget Alanen Kihlankijoki.

## Delavrinningsområde
Naakajärvi ingår i det delavrinningsområde (752433-180608) som SMHI kallar för Utloppet av Naakajärvi. Medelhöjden är 340 meter över havet och ytan är 3,33 kvadratkilometer. Det finns inga avrinningsområden uppströms utan avrinningsområdet är högsta punkten. Alanen Kihlankijoki som avvattnar avrinningsområdet har biflödesordning 3, vilket innebär att vattnet flödar genom totalt 3 vattendrag innan det når havet efter 293 kilometer. Avrinningsområdet består mestadels av skog (67 procent). Avrinningsområdet har 1,1 kvadratkilometer vattenytor vilket ger det en sjöprocent på 32,9 procent.